# Le Dompteur de taureaux
Le Dompteur de taureaux ou De Stierentemmer en néerlandais est le quatorzième album de bande dessinée de la série Bob et Bobette. Il porte le numéro 132 de la série actuelle.
Il a été écrit et dessiné par Willy Vandersteen et publié dans De Standaard et Het Nieuwsblad du 5 janvier 1950 au 15 mai 1950.

## Synopsis
Bob, Bobette et leurs amis partent en Espagne pour retrouver le fils de la cantatrice Carmensita Falasol, la cousine de Sidonie. Ils tombent ainsi sur une bande de trafiquants de taureaux alors que Lambique devient torero. S'invitera aussi le père de Bibi et mari de Carmensita, le professeur Astico, qui a inventé un taureau d'acier empêchant donc de faire souffrir de véritables taureaux.

## Personnages principaux
- Bobette
- Bob
- Lambique
- Sidonie

## Personnages secondaires
- Carmensita Falasol
- Professeur Astico
- Zigoto[2], Ramundo et leurs complices
- Fripanillo[3], l'organisateur de corridas.

## Lieux
- Belgique
- Espagne, Servela (en réalité Séville)

## Autour de l'histoire
- La tauromachie est un thème récurrent dans Le Cygne noir, où c'est Jérôme qui refuse de tuer un taureau.
- Bobette demande à Lambique ce qu'il sait de l'Espagne. Dans la version originale, Lambique lui a dit "(...) il y a parfois des touristes appelés Leon". Il s'agit d'une référence à Léon Degrelle, chef du parti collaboratif REX, qui avait fui en Espagne après la Seconde Guerre mondiale . Cette remarque a été supprimée dans la réimpression[4].
- Il semble y avoir une nette similitude entre Carmencita Falasol et Bianca Castafiore, un personnage des Aventures de Tintin[5].  L'inventeur Astico rappelle également quelque peu le professeur Tournesol.
- Bobette entend une chanson de Bob et Bobette à la radio  lorsque les voleurs ont quitté leur repaire pour les ruines.
- "Servela" fait référence à Séville mais est également une allusion à  "cervelas", un mot pour la saucisse d'aspect cheval.

## Éditions
- De stierentemmer, Standaart, 1950 : Édition originale en néerlandais
- Le Dompteur de taureaux, Erasme, 1954 : Première édition française comme numéro 4 de la série "rouge" en bichromie.
- Le Dompteur de taureaux, Erasme, 1972 : Édition française comme numéro 132 de la série actuelle en couleur.